# الهادي السعودي
الهادي السعودي، حكم كرة قدم تونسي دولي سابق.
و قد حكم في كأس الخليج 1976، وقد أدار مباراة منتخب العراق لكرة القدم ومنتخب السعودية لكرة القدم في 1 ابريل 1976، وقد أدار مباراة منتخب العراق لكرة القدم ومنتخب قطر لكرة القدم في 3 ابريل 1976، وقد أدار مباراة منتخب الكويت لكرة القدم ومنتخب البحرين لكرة القدم في 6 ابريل 1976، وقد أدار مباراة منتخب الكويت لكرة القدم ومنتخب العراق لكرة القدم في 15 ابريل 1976.